# Nathan Allan de Souza
Nathan Allan de Souza (13. března 1996) je brazilský fotbalový záložník, který hraje za Vitesse, kde hostuje z Chelsea FC, do které přestoupil z brazilského Atlética Paranaense.

## Klubová kariéra

### Atlético Paranaense
Ve 13 letech se připojil k mládeži brazilského klubu. Do prvního týmu byl nominován v roce 2014.
V lize debutoval 22. května 2014, když v poločase vystřídal Paulinha Diase (zápas skončil 1:1). Poté, co v říjnu 2014 odmítnul prodloužit smlouvu byl poslán zpátky do týmu do 23 let.

### Chelsea FC
1. června 2015 se připojil k londýnskému týmu Chelsea FC. Kluby přestupovou částku nezveřejnili.

### Vitesse (hostování)
10. července odešel na hostování do Vitesse Arnhem. Za Vitesse odehrál v sezóně 2015/16 celkem 19 zápasů, během kterých vstřelil dva góly. V červnu 2016 bylo jeho hostování o rok prodlouženo.

## Reprezentační kariéra
Nathan reprezentoval Brazílii v kategorii do 17 i do 20 let. Vstřelil pět gólů v pěti zápasech na mistrovství světa hráčů do 17 let v roce 2013, kde byl poté jmenován do týmu turnaje.